# Albert Laurin
Alexander Theodor Albert Laurin (* 5. Mai 1816 in Fürstensee; † 8. April 1900 in Berlin) war ein preußischer Generalleutnant.

## Leben

### Herkunft
Er war der Sohn des Pfarrers von Fürstensee, August Friedrich Laurin († 1841) und dessen Ehefrau Henriette, geborene Suckow.

### Militärkarriere
Laurin absolvierte das Gymnasium in Stargard und trat am 10. Dezember 1835 als Musketier in das 9. Infanterie-Regiment (genannt Colbergsches) der Preußischen Armee ein. Dort avancierte er im November 1840 zum Sekondeleutnant und wurde am 2. August 1850 als Adjutant des I. Bataillons im 12. Landwehr-Regiment nach Crossen kommandiert. In gleicher Eigenschaft war Laurin vom 1. Juli 1851 bis zum 4. Juli 1855 beim I. Bataillon des 9. Landwehr-Regiments in Stargard tätig. In der Zwischenzeit zum Premierleutnant befördert, fungierte er ab 6. Oktober 1856 als Kompanieführer beim 2. kombinierten Reserve-Bataillon in Kolberg. Als Hauptmann war Laurin ab 10. November 1859 Kompaniechef in seinem Stammregiment und wurde am 1. Juli 1860 bei der Reorganisation der Armee in das 6. Pommersche Infanterie-Regiment Nr. 49 versetzt. Am 18. April 1865 folgte die Beförderung zum Major. Als solcher führte er 1866 während des Deutschen Krieges das mobile II. Bataillon im 9. Landwehr-Regiment. Nach dem Friedensschluss wurde er zum Kommandeur des Füsilier-Bataillons im 6. Pommerschen Infanterie-Regiments Nr. 49 ernannt sowie am 22. März 1868 zum Oberstleutnant befördert.
Für die Dauer des mobilen Verhältnisses anlässlich des Krieges gegen Frankreich beauftragte man Laurin mit der Führung seines Regiments. Sein Verband kämpfte bei Gravelotte sowie Champigny und nahm an den Belagerungen von Metz und Paris teil. Im Gefecht bei Villiers-sur-Marne wurde Laurin verwundet und für sein tapferes Verhalten mit dem Eisernen Kreuz I. Klasse ausgezeichnet. Am Tag der Kaiserproklamation in Versailles wurde er zum Oberst befördert sowie am 29. März 1871 zum Regimentskommandeur ernannt. Nach dem Krieg verblieb sein Regiment bei der Okkupationsarmee in Frankreich und kehrte im August 1873 in die Garnison nach Gnesen zurück. Unter Stellung à la suite des Regiments beauftragte man Laurin am 6. Juli 1875 mit der Führung der 5. Infanterie-Brigade in Stettin. Am 9. Juli 1875 folgte seine Beförderung zum Generalmajor sowie die Ernennung zum Kommandeur dieses Großverbandes. Aufgrund seines schwerfälligen Gesundheitszustandes wurde Laurin am 12. Januar 1878 unter Verleihung des Roten Adlerordens II. Klasse mit Eichenlaub mit der gesetzlichen Pension zur Disposition gestellt. In Würdigung seiner langjährigen Verdienste verlieh Wilhelm II. ihm anlässlich des 25. Jahrestages der Schlacht bei Villiers noch den Charakter als Generalleutnant.
Er wurde nach seinem Tod auf dem Invalidenfriedhof beigesetzt.

### Familie
Laurin hatte sich am 8. Mai 1843 in Stettin mit Marie Auguste Johanna Rumpe (1824–1916) verheiratet. Aus der Ehe gingen ein Sohn und drei Töchter hervor:
- Hugo August Ferdinand (1844–1921), preußischer Generalleutnant
- Hedwig (* 1846)
- Agnes Marie (* 1855)
- Marie (1863–1870)